# Giovanni Santi

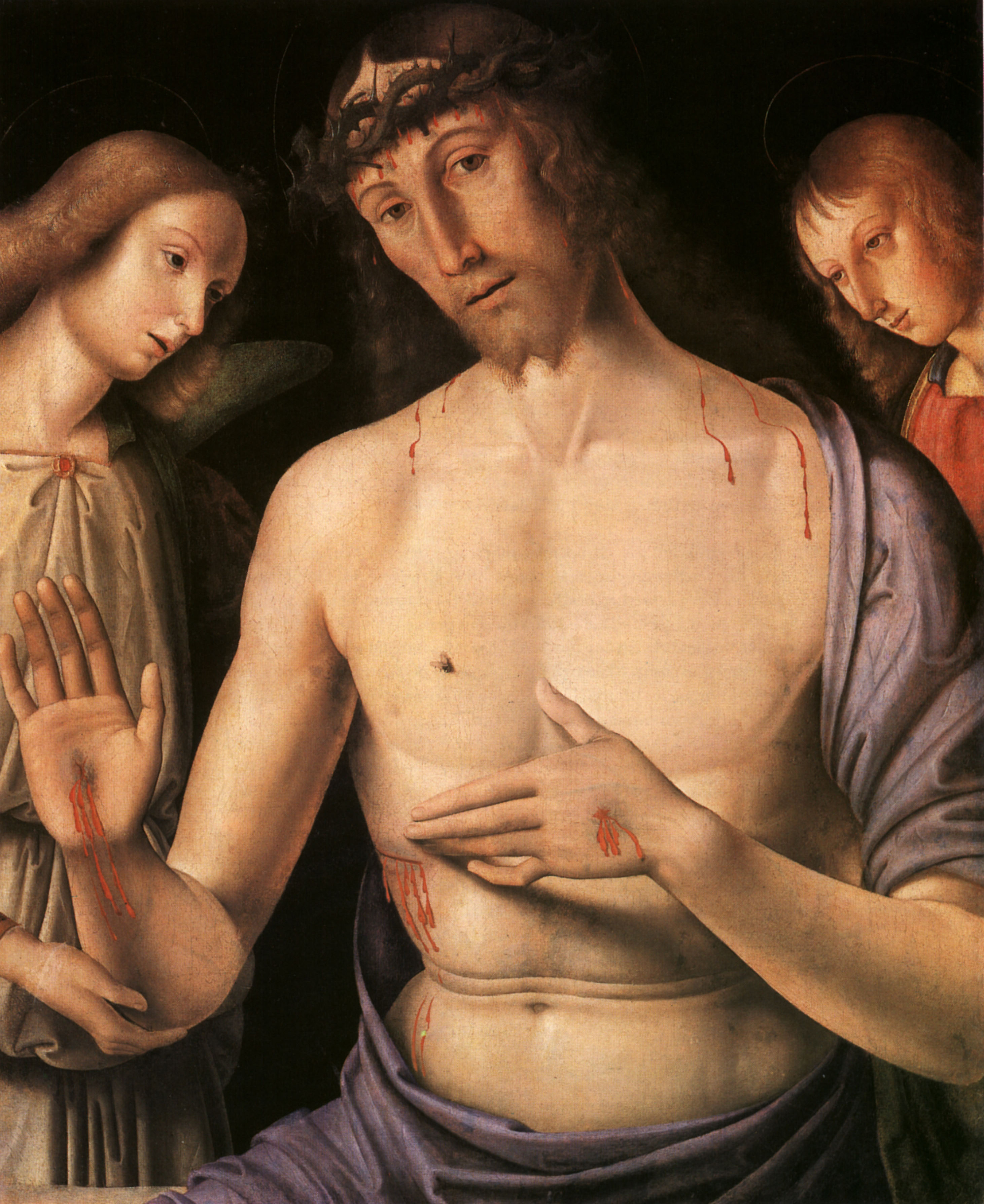
Crist ajudat per dos àngels, c.1490 (Museu de Belles Arts(Budapest)).

Giovanni Santi (cap a 1435 – 1 d'agost de 1494) va ser un pintor italià i el pare de Raffaello. Nasqué a Colbordolo al Ducat d'Urbino. Estudià sota Piero della Francesca. Va estar infuenciat per Fiorenzo di Lorenzo, i sembla que va ser un ajudant de Melozzo da Forlì. Va ser pintor de la Cort del Duc d' Urbino i pintà diverses peces d'altar dues de les quals actualment ubicades al Museu de Berlin, una Madonna a l'església de San Francesco a Urbino, una a la de la Santa Croce a Fano, una a la National Gallery de Londres, i una altra a la galeria a Urbino; una Annunciació a la Pinacoteca Brera de Milà; un crist resucitat al Museu de Budapest; i un Jeroni d'Estridó al Palau Laterà. Morí a Urbino.

## Llista dels pintors més famosos segons Santi
Santi va fer una llista dels pintors més famosos del segle xv, la llista és la següent:
- Fra Angelico
- Domenico Ghirlandaio
- Piero i Antonio Pollaiuolo
- Sandro Botticelli
- Leonardo da Vinci
- Filippino Lippi
- Pietro Perugino
- Luca Signorelli
- Gentile Bellini
- Giovanni Bellini
- Andrea Mantegna
- Andrea del Castagno
- Cosimo Tura
- Piero della Francesca
- Ercole de' Roberti
- Francesco di Pesello o Pesellino
- Masaccio
- Paolo Uccello
- Pisanello
- Domenico Veneziano
- Melozzo da Forlì
- Gentile da Fabriano
- Antonello da Messina
- Jan van Eyck
- Rogier van der Weyden